# زردازه
زردازه (به عربی: زردازة) یک شهرداری در الجزایر است که در استان سکیکده واقع شده‌است.